# Perisama vestina
Perisama vestina är en fjärilsart som beskrevs av Hans Fruhstorfer 1916. Perisama vestina ingår i släktet Perisama och familjen praktfjärilar. Inga underarter finns listade i Catalogue of Life.